# Coregonus hiemalis
Coregonus hiemalis és una espècie extinta de peix de la família dels salmònids i de l'ordre dels salmoniformes. Es trobava a Europa: llacs Bourget (França) i Léman (França i Suïssa). Fou introduït al llac Aiguebelette (França).